# Dorstenia prorepens
Dorstenia prorepens là một loài thực vật có hoa trong họ Moraceae. Loài này được Engl. mô tả khoa học đầu tiên năm 1894.